# Agnes Jongerius
Agnes Maria Jongerius (De Meern, 4 november 1960) is een Nederlands politica en bestuurster. Ze is lid van de PvdA. Sinds 13 januari 2025 is ze waarnemend burgemeester van IJsselstein. Van 1 juli 2014 tot 16 juli 2024 was ze Europees Parlementslid, waar ze vanaf 22 juli 2019 delegatieleider was van de PvdA. Van 25 mei 2005 tot 23 juni 2012 was ze voorzitter van de FNV.

## Jeugd en opleiding
Jongerius werd geboren te De Meern, grenzend aan de stad Utrecht, als jongste van acht kinderen. Haar vader, Bernardus Sebastianus (Ben) Jongerius, stammend uit een geslacht van Hoveniers van Utrecht, was van oorsprong tuinder in De Meern, maar werd in de jaren vijftig onteigend en ging bij de plantsoenendienst werken, eerst als schoffelaar in het park, later als opzichter van de bomenploeg. 
Jongerius' moeder, Catharina Dekker, was onderwijzeres, maar werd op de dag van haar huwelijk ontslagen, zoals dat toen de regel was in het onderwijs. Jongerius groeide op in een progressief katholiek milieu, en kreeg maatschappelijke betrokkenheid van huis uit mee.
Jongerius ging van 1973 tot 1979 naar het gymnasium op het St. Bonifatiuscollege in Utrecht. Van 1979 tot 1988 ging ze naar de Rijksuniversiteit Utrecht, waar ze cum laude afstudeerde in de sociaal economische geschiedenis. Ze was er actief bij studievereniging UHSK en bij de universiteitsraad van de universiteit.

## Loopbaan bij de FNV
Jongerius begon haar carrière bij de Vervoersbond FNV. Als regiobestuurder in Rotterdam hield ze zich bezig met de binnenscheepvaart en het beroepsgoederenvervoer. In 1990 werd ze gekozen in het bondsbestuur van de FNV. In 1997 werd ze lid van het federatiebestuur en in 2001 werd ze vicevoorzitter van de FNV. Op 25 mei 2005 volgde ze Lodewijk de Waal op als eerste vrouwelijke voorzitter van de FNV. Op 23 juni 2012 volgde Ton Heerts haar op als voorzitter van de FNV.

### Invloed en het AOW-overleg
Jongerius speelde een belangrijke rol in de onderhandelingen tussen de sociale partners en de Nederlandse regering in 2003 en 2004. Haar invloed op het bestuur van het land anno 2009 werd geschetst (volgens commentator Hans Wansink van de de Volkskrant), door twee fractieleiders in de Tweede Kamer. In verband met de discussie over de verhoging van de AOW-leeftijd werd zij door Alexander Pechtold geschetst als "de echte minister van Sociale Zaken en Werkgelegenheid". Die minister, Piet Hein Donner, werd door Mark Rutte beschreven als haar hulpsinterklaas.
Toch kwam in maart/april 2009 het kabinet bij monde van de minister van Sociale Zaken Piet Hein Donner met het voorstel de AOW-leeftijd te verhogen van 65 naar 67 jaar. Als reden gaf het kabinet de kredietcrisis en de vergrijzing. Hierdoor zou de AOW onbetaalbaar worden. Jongerius was tegen de verhoging van de AOW-leeftijd. Langer doorwerken moest wel mogelijk zijn, maar het mocht geen verplichting worden, aldus de FNV. Door de kredietcrisis als aanleiding te gebruiken, wentelde het kabinet de door bankiers veroorzaakte crisis af op de werknemers, stelde Jongerius.
Vanwege het verzet van de vakbonden besloot het kabinet tot een polderoplossing: werkgevers en werknemers kregen binnen de Sociaal Economische Raad (SER) een half jaar de tijd - tot 1 oktober 2009 - om samen met een alternatief voorstel te komen. Van meet af aan was duidelijk dat de werkgeversorganisaties het voorstel van Donner steunden. De vakbonden stelden een flexibele pensioenleeftijd voor: werknemers konden vanaf 65 jaar zelf kiezen of ze met pensioen zouden gaan. Voor werknemers die 40 jaar gewerkt hadden of een zwaar beroep hadden, bleef de mogelijkheid om met 65 met pensioen te gaan.
Werknemers die langer wilden doorwerken, konden dat doen, zij zouden dan een hogere AOW krijgen. De werkgevers hielden echter vast aan een pensioenleeftijd van 67 jaar, in het najaar van 2009 kwamen ze met hun alternatieve voorstel: het verhogen van de pensioenleeftijd van 65 naar 67 in één keer in 2025. Bovendien wilden de werkgevers dat ook het aanvullend pensioen pas op 67-jarige leeftijd in zou gaan. Het voorstel van de werkgevers was daarmee drastischer dan het voorstel van het kabinet. Het kabinet wilde een stapsgewijze verhoging van de pensioenleeftijd met uiteindelijk een pensioenleeftijd van 67 jaar in 2040. Hiermee lagen de voorstellen van de bonden en de werkgevers mijlenver uit elkaar. Na het mislukken van het overleg tussen werkgevers en werknemers moest het kabinet een beslissing nemen over de pensioenleeftijd.

## Loopbaan na de FNV
Op 20 september 2013 werd bekend dat Jongerius had gesolliciteerd naar de functie burgemeester van Utrecht, maar de gemeenteraad besloot oud-raadslid Jan van Zanen (VVD) bij de minister van Binnenlandse Zaken voor te dragen. Van 2012 tot 2014 was ze parttime onderzoeker van het kenniscentrum Instituties van de Open Samenleving (IOS) bij de Universiteit Utrecht.
Bij de Europese verkiezingen van 2014 werd Jongerius namens de Partij van de Arbeid gekozen tot lid van het Europees Parlement, achter lijsttrekker Paul Tang. Ze behoorde bij de fractie Progressieve Alliantie van Socialisten en Democraten (S&D). Ze hield zich als Europarlementariër onder meer bezig met werkgelegenheid, sociale zaken, arbeidsomstandigheden en handel. Op 22 juli 2019 werd zij aangewezen als delegatieleider van de PvdA in het Europees Parlement. Dit bleef zij tot 16 juli 2024, toen zij het Europees Parlement verliet.
Met ingang van 13 januari 2025 werd Jongerius benoemd tot waarnemend burgemeester van IJsselstein; ze volgde Patrick van Domburg op die per die datum burgemeester werd van Bronckhorst.

## Nevenactiviteiten
Als FNV-voorzitter werd Jongerius onder meer onder meer lid van de Sociaal-Economische Raad en bestuurslid van de Stichting van de Arbeid. Ze zat in het comité van aanbeveling van het Nederlands Sociaal Forum. Daarnaast was zij van 2013 tot 2018 lid van de raad van toezicht van Atria, van 2013 tot 2021 lid van de raad van commissarissen van PostNL en van 2007 tot 2016 lid van de raad van commissarissen van de FMO.
Jongerius staat bekend als voorvechter van rechten van de werknemer. In een uitzending van Zembla (6 juni 2018) kwam echter naar voren dat Agnes Jongerius als lid van de raad van commissarissen van PostNL niet optrad tegen een schijnconstructie waarbij pakketsorteerders in slechte omstandigheden tegen te laag salaris werkten door het ontbreken van een CAO.
Verder was Jongerius onder meer voorzitter van WOMEN Inc. Van 2018 tot en met 2024 was ze lid van de raad van toezicht van het Antoni van Leeuwenhoekziekenhuis en het Nederlands Kanker Instituut. In 2024 werd ze voorzitter van de raad van toezicht van de Bibliotheek Utrecht, na daar vanaf 2017 al ambassadeur te zijn geweest.

## Onderscheidingen
Vanwege de cruciale rol die Agnes Jongerius in 2009 speelde als FNV-voorzitter werd zij dat jaar door het feministische maandblad Opzij in de Opzij Top 100 verkozen tot de Meest invloedrijke vrouw. Zij was de eerste die deze prijs kreeg. Op 8 maart 2024 ontving zij de Bakhuis-Woltersprijs. Deze onderscheiding is bedacht door de Provinciale Staten van Utrecht. Deze prijs is voor een persoon, die zich inzet voor de maatschappij en voor vrouwenemancipatie in het bijzonder. In het rapport wordt ze omschreven als “een geweldige vrouw, geweldig boegbeeld en een prachtig rolmodel met een indrukwekkende staat van dienst.”

## Privéleven
Jongerius is gehuwd met journalist en podcast-maker Ger Jochems.
- International Standard Name Identifier: 0000 0003 6902 568X
- Nederlandse Thesaurus van Auteursnamen: 328880728
- Parlement.com: vgz32s6lv4qp
- Virtual International Authority File: 285508556